# Wacław Schayer

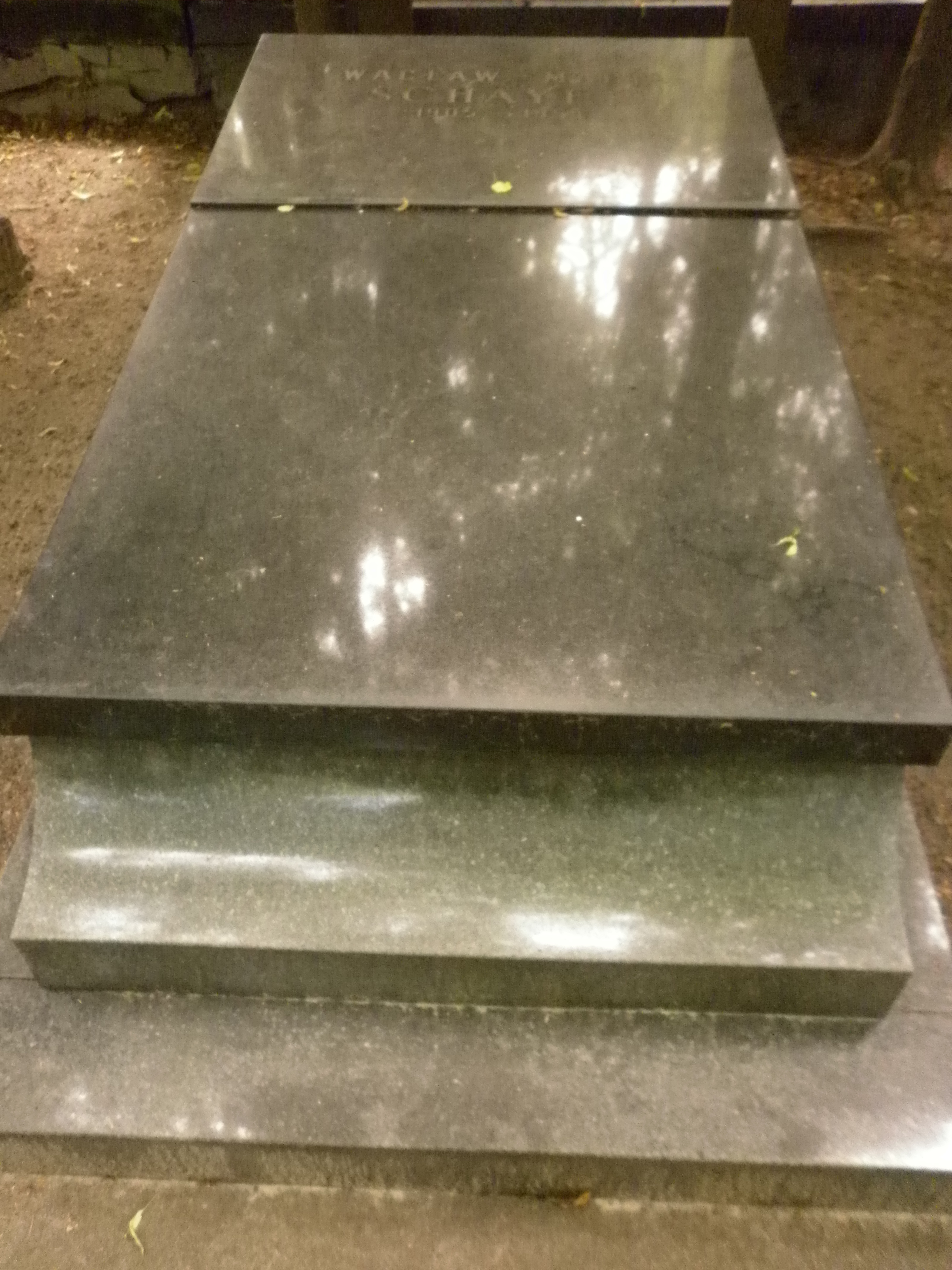
Grób Wacława Schayera

Wacław Maria Schayer, ps. „Wiktor”, „Wiktor Jerzmanowski” (ur. 29 czerwca 1905 w Warszawie, zm. 31 sierpnia 1959 tamże) – polski nauczyciel, dziennikarz oraz działacz ludowy i socjalistyczny. Poseł na Sejm PRL I kadencji, wiceminister w resortach rolnictwa i oświaty.

## Życiorys
Ukończył Gimnazjum im. Tadeusza Reytana w Warszawie (1924) i Wydział Matematyczno-Przyrodniczy Uniwersytetu Warszawskiego, uzyskując magisterium z matematyki (1931). Od 1927 do 1939 był nauczycielem w warszawskich szkołach (do 1932 w szkole podstawowej nr 63 na Marymoncie, a następnie w szkole powszechnej RTPD na Żoliborzu, jednocześnie również w  Gimnazjum im. Bolesława Limanowskiego). W 1926 przystąpił do Związku Nauczycielstwa Szkół Powszechnych, w 1929 do Związku Nauczycielstwa Polskiego. Od 1938 do 1939 był wiceprezesem Towarzystwa Oświaty Demokratycznej „Nowe Tory”.
Od 1924 do 1928 należał kolejno do Związku Niezależnej Młodzieży Socjalistycznej i ZNMS „Życie”. W latach 1928–1939 członek Polskiej Partii Socjalistycznej. W okresie II wojny światowej początkowo pracował we Lwowie (1939–1941) jako nauczyciel oraz redaktor i tłumacz podręczników, ponownie w Warszawie w latach 1941–1942 należał do organizacji Polscy Socjaliści, od 1941 do 1945 kierował sekretariatem generalnym Departamentu Oświaty i Kultury Delegatury Rządu na Kraj oraz działał od 1943 w strukturach Stronnictwa Ludowego „Roch”. Był członkiem działającej przy Centralnym Kierownictwie Komisji Oświatowej, zajmującej się m.in. organizacją tajnego nauczania i pracami nad programem edukacyjnym. Od 1945 należał do Polskiego Stronnictwa Ludowego, od 1947 jego frakcji PSL-Lewica. Od 1948 zasiadał w Radzie Naczelnej i Naczelnym Komitecie Wykonawczym PSL, z którym w 1949 przystąpił do Zjednoczonego Stronnictwa Ludowego. W 1948 objął także funkcję wiceprezesa Zarządu Głównego Związku Samopomocy Chłopskiej, a w 1949 zastępcy pełnomocnika Rządu do Walki z Analfabetyzmem. Zasiadał w RN (do 1956) i NKW ZSL (w latach 1949–1950 i 1954–1956 był członkiem jego prezydium, a od 1950 do 1956 Sekretariatu Generalnego NKW, ponadto w 1953 został kierownikiem Wydziału Rolnego). Pełnił funkcję przewodniczącego Komisji Oświaty i Nauki Naczelnego Komitetu ZSL, zasiadał też w prezydium Rady Uniwersytetów Ludowych przy Zarządzie Głównym Związku Młodzieży Wiejskiej. Opowiadał się za całkowitym podporządkowaniem ZSL PZPR.
W latach 1945–1947 był dyrektorem Departamentu Szkolnictwa Ogólnokształcącego w Ministerstwie Oświaty. Od 1950 do 1951 pełnił funkcję dyrektora Departamentu Szkolenia Kadr w Ministerstwie Rolnictwa i Reform Rolnych. W latach 1952–1956 sprawował mandat posła na Sejm PRL I kadencji. Reprezentował okręg wyborczy Grudziądz, pracował w Komisji Spraw Ustawodawczych. Od kwietnia 1954 do lutego 1957 zajmował stanowisko wiceministra rolnictwa, a od początku 1958 roku do końca życia był wiceministrem oświaty. 
Redaktor naczelny „Gazety Ludowej” (organu PSL), „Woli Ludu” (organu ZSL) i „Orki” (tygodnika kulturalnego), autor podręczników szkolnych do matematyki. Zasiadał w prezydiach Towarzystwa Szkoły Świeckiej, Krajowego Komitetu Społecznego Funduszu Budowy Szkół, Ogólnopolskiego Komitetu Pokoju oraz Rady Kultury i Sztuki. Został odznaczony Krzyżem Oficerskim Orderu Odrodzenia Polski (1946). Pochowany na Powązkach Wojskowych (kwatera A25-tuje-5).

## Życie prywatne
Był synem Wacława (inżyniera) i Zofii z Pepłowskich. Od 1927 był żonaty z Genowefą Zając-Jerzmanowską, z którą miał dzieci: Alicję (1931–1944, łączniczkę w powstaniu warszawskim), Krystynę (ur. 1933, historyk sztuki) i Andrzeja (ur. 1946).